# Rui Tiago
Rui Tiago Dantas Silva (Águas Santas, 7 de fevereiro de 1994) é um futebolista profissional português que atua como goleiro. Atualmente joga no Sporting.

## Carreira
Rui Silva começou por jogar futsal. Com 9 anos era pivô no Brás Oleiro. Mas um dia, o guarda-redes faltou e, devido à sua estatura, Rui Silva recuou à baliza. 
Com 13 anos, muda de modalidade, dando início ao seu percurso no futebol, na equipa Maia Lidador. Aos 17 anos, era guarda-redes da equipa principal, o que despertou interesse de vários clubes, como Sporting CP, Rio Ave e Braga, mas opta por rumar à Madeira para representar o CD Nacional.  Jogou duas temporadas na equipa de juniores, até se estrear, com 19 anos, na equipa principal durante um jogo contra o Leixões, que terminou sem sofrer qualquer golo, dando a vitória à equipa madeirense.
Depois de quatro anos e meio a representar o Nacional, muda-se para Espanha, para jogar pelo Granada.  Ficou na sombra dos guarda-redes mais experientes, Guillermo Ochoa e Javi Varas, e só na sua segunda época se conseguiu impor. Conseguiu a titularidade, subiu de divisão e foi considerado o melhor guarda-redes da II Liga.
Em 2021, termina o contrato com o Granada e ruma ao Real Bétis.  Inicialmente, dividiu a titularidade com o internacional chileno Cláudio Bravo, mas conseguiu destacar-se.  Ao serviço do clube, conquista a Taça de Espanha.
Em 2025, assina pelo Sporting até 2028, onde conquista a titularidade e leva a equipa a vencer a dobradinha.

## Títulos
Real Betis
- Copa do Rei: 2021–22

Sporting
- Primeira Liga: 2024–25[8]
- Taça de Portugal: 2024–25[9]

Seleção Portuguesa
- Liga das Nações da UEFA: 2024–25[10]